# Lista monumentelor istorice din județul Brașov - A

Simbol pentru monumentele istorice

Lista monumentelor istorice din județul Brașov - A cuprinde monumentele istorice înscrise în Patrimoniul cultural național al României și aflate în localități ce încep cu litera A din județul Brașov.
Lista completă este menținută și actualizată periodic de către Ministerul Culturii, Cultelor și Patrimoniului Național din România, prin intermediul Institutului Național al Patrimoniului, ultima versiune datând din 2015. Această listă cuprinde și actualizările ulterioare, realizate prin ordin al ministrului culturii.
| Cod LMI                            | Denumire                        | Localitate              | Localizare                                                           | Datare, Creatori | Imagine               | Erori             |
| ---------------------------------- | ------------------------------- | ----------------------- | -------------------------------------------------------------------- | ---------------- | --------------------- | ----------------- |
| BV-II-a-B-11597 (RAN: 40535.09)    | Ansamblul rural „Str. Mare”     | sat Apața; comuna Apața | Str. Mare - ambele laturi ale străzii                                | sec. XVIII - XIX | Alte imagini          | Raportează eroare |
| BV-II-a-B-11598                    | Ansamblul bisericii evanghelice | sat Apața; comuna Apața | Str. Mare 380                                                        | sec. XVIII - XIX | Alte imagini          | Raportează eroare |
| BV-II-m-B-11598.01 (RAN: 40535.07) | Biserica evanghelică            | sat Apața; comuna Apața | Str. Mare 380                                                        | sec. XVIII       |                       | Raportează eroare |
| BV-II-m-B-11598.02                 | Turn-clopotniță                 | sat Apața; comuna Apața | Str. Mare 380                                                        | sec. XIX         |                       | Raportează eroare |
| BV-II-m-B-11598.03                 | Casa parohială evanghelică      | sat Apața; comuna Apața | Str. Mare 380                                                        | 1806             | Încarcă foto \| video | Raportează eroare |
| BV-II-m-B-11599                    | Casă                            | sat Apața; comuna Apața | Str. Nouă 91                                                         | sec. XIX         | Încarcă foto \| video | Raportează eroare |
| BV-II-m-B-11600                    | Casă                            | sat Apața; comuna Apața | Str. Pădurii 410                                                     | sec. XIX         | Încarcă foto \| video | Raportează eroare |
| BV-II-m-B-11601                    | Casă                            | sat Apața; comuna Apața | Str. Pădurii 423                                                     | sec. XIX         | Încarcă foto \| video | Raportează eroare |
| BV-II-m-B-11602 (RAN: 40535.08)    | Turn de cetate                  | sat Apața; comuna Apața | Str. Principală, „La Cetate”, la ieșirea din localitate spre Ormeniș | sec. XIV         |                       | Raportează eroare |